# 西山街道 (南充市)
西山街道是中华人民共和国四川省南充市顺庆区下辖的一个街道办事处。

## 行政区划
西山街道下辖以下村级行政区划单位：
兵马堂社区、牌坊湾村、栖乐垭村、父子桥村和伍家垭社区。